# شهرداری راشه فرام
شهرداری راشه فرام (به لاتین: Municipality of Rače-Fram) یک منطقهٔ مسکونی در اسلوونی است که در اسلوونی واقع شده‌است. شهرداری راشه فرام ۵۱٫۲ کیلومتر مربع مساحت و ۶٬۰۰۰ نفر جمعیت دارد.